# Mount Baldr (Antarktika)
Mount Baldr ist ein markanter und 2200 m hoher Berg im ostantarktischen Viktorialand. In der Asgard Range ragt er westlich des Mount Thor und südlich des Oberen Wright-Gletschers auf.
Teilnehmer einer von 1958 bis 1959 dauernden Kampagne im Rahmen der neuseeländischen Victoria University’s Antarctic Expeditions benannten ihn nach dem Gott Baldr aus der germanischen Mythologie.